# コモロ・フラン
コモロ・フラン（Comorian franc）は、コモロの通貨。補助通貨単位はサンチームであり、100サンチームが1フランであるが、現在サンチームは単位として使用されていない。

## 紙幣・硬貨
25, 50, 100フラン硬貨と、500, 1000, 2000, 5000, 10000フラン紙幣が発行されている。

## 為替レート
かつてはフランス・フランにペッグされていたが、現在ではユーロに為替レートがペッグされている。